# 是巨人
是巨人（Korekyojinn）は、日本のプログレッシブ・ロック・パワー・トリオ。1995年に結成されたものの一度のライブだけで活動休止する。1998年に「続是巨人」として再始動して現在に至る。日本のプログレッシブ・ロック／ズール・シーンに属するいくつかのバンド・メンバーによるプロジェクトとなっており、米国の2レーベル、ジョン・ゾーンのツァディクとSkin Graft Records、そして日本のレーベル、Magaibutsuでアルバムをリリースしてきた。
バンド名は、ディス・ヒートの「This＝是」とジェントル・ジャイアントの「Giant＝巨人」を掛け合わせて付けられた。

## メンバー
Magaibutsuレーベルのオーナーであるドラマーの吉田達也は、ルインズを結成する他、高円寺百景や大文字を含む、さまざまなバンドやコラボレーションで活動を行ってきた。ベーシストのナスノミツルは、ノイズ・即興バンドのGround Zero、アルタードステイツのメンバーで、大文字のメンバーでもあった。ギタリストの鬼怒無月は、ズール・バンド、ボンデージ・フルーツのメンバーである。

## 音楽性
是巨人は、吉田達也作曲のインストゥルメンタル・ミュージックを演奏している。バンドのウェブサイトでは、「プログレッシブ・ジャズ・ロック・ポリリズム」 - 「息をのむように、未来的に、ハードロック・ファンクに、プログレッシブ・ロックと現代ジャズがぶつかるところ」と説明している。

## 聴き手の反応
オールミュージックのレビューは、ファースト・アルバム『Korekyojin』（1999年）に「3.5 / 5」、3rdアルバム『Isotope』（2005年）に「4 / 5」の星を付けている。一方、ショーン・ウェスターガードはオールミュージックのレビューでアルバム『ツンドラ』（2011年）について次のように述べている。「アルバム『ツンドラ』は、偉大なバンドによる偉大なアルバムだ」。ピッチフォーク・メディアのドミニク・レオーネは、セカンド・アルバム『アラベスク』（2004年）を「8 / 10」の評価でレビューした。ドイツのプログレッシブ・ロック・レビュー・サイト、Babyblaue Seitenは、『Korekyojin』と『アラベスク』を「11 / 15」、『Isotope』を「13 / 15」と評価した。

## ディスコグラフィ

### アルバム
- Korekyojin (1999年、Tzadik)
- 『アラベスク』 - Arabesque (2004年、Magaibutsu)
- Isotope (2005年、Tzadik)
- 『ジャクソン』 - Jackson (2006年、Magaibutsu)
- 『スワンダイヴ』 - Swan Dive (2009年、Magaibutsu)
- 『ドルドラムス』 - Doldrums (2011年、Magaibutsu) ※with 壷井彰久
- 『ツンドラ』 - Tundra (2011年、Magaibutsu/Skin Graft)
- 『フォールライン』 - Fall Line (2015年、Magaibutsu)
- 『カレイドスコープ』 - Kaleidoscope (2017年、Magaibutsu) ※是巨人アコースティック名義